# 贝尼韦-奥隆
贝尼韦-奥隆（法語：Bénivay-Ollon，法語發音：[benivɛ ɔlɔ̃]）是法国德龙省的一个市镇，属于尼永斯区。该市镇于1908年由原市镇贝尼韦（Bénivay）和奥隆（Ollon）合并而成。

## 地理
贝尼韦-奥隆（44°17'52"N, 5°11'25"E）面积9.03 平方千米，位于法国奥弗涅-罗讷-阿尔卑斯大区德龙省，该省份为法国东南部内陆省份，北起顺时针与伊泽尔省、上阿尔卑斯省、上普罗旺斯阿尔卑斯省、沃克吕兹省和阿尔代什省接壤。
与贝尼韦-奥隆接壤的市镇（或旧市镇、城区）包括：蒙托略、博瓦桑、博尔代特新堡、梅兰多勒-莱索利维耶、普罗皮亚克、罗什布吕讷、皮梅拉。

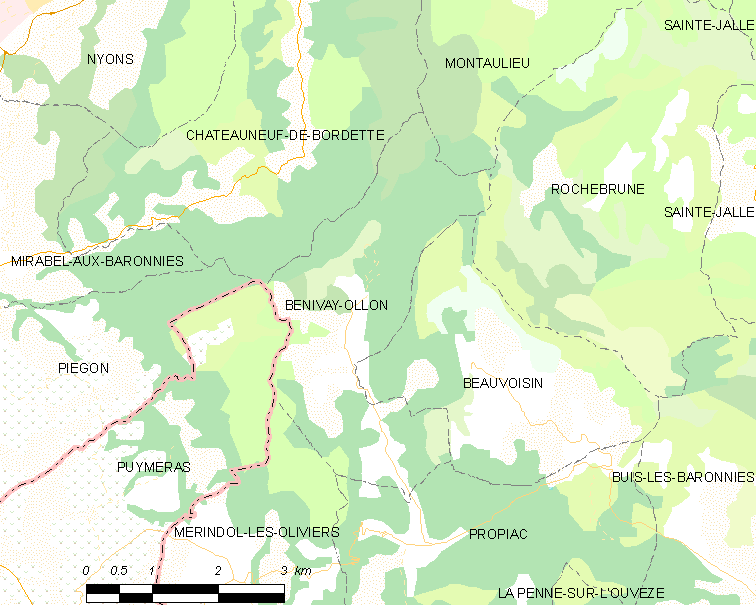
贝尼韦-奥隆的OSM定位图

贝尼韦-奥隆的时区为UTC+01:00、UTC+02:00（夏令时）。

## 行政
贝尼韦-奥隆的邮政编码为26170，INSEE市镇编码为26048。

## 政治
贝尼韦-奥隆所属的省级选区为尼永斯-巴罗尼县。

## 人口

1962-2008年间贝尼韦-奥隆人口变化图示

贝尼韦-奥隆于2022年1月1日时的人口数量为76人。